# Músculo esfínter de la pupila
El músculo esfínter de la pupila (esfínter del  iris, esfínter pupilar, músculo circular del iris, fibras circulares) es un músculo en la parte del ojo llamada iris. 
Se halla en vertebrados y algunos cefalópodos. 
En humanos, funciona para constreñir la pupila ante luz brillante (reflejo pupilar) o durante el reflejo de acomodación. Sus dimensiones son de cerca de 0,75 mm de ancho por 0,15 mm de espesor.
Es controlado por fibras parasimpáticas originadas del núcleo de Edinger-Westphal, atraviesa a lo largo del nervio oculomotor (CN III), sinapsis en el ganglio ciliar, y luego entra al ojo vía los nervios ciliares cortos.